# Lieuvillers
Lieuvillers é uma comuna francesa na região administrativa de Altos da França, no departamento de Oise. Estende-se por uma área de 9,41 km². Em 2010 a comuna tinha 714 habitantes (densidade: 75,9 hab./km²).